# Вавіловське сільське поселення
Ваві́ловське сільське поселення (рос. Вавиловское сельское поселение) — сільське поселення у складі Бакчарського району Томської області Росії.
Адміністративний центр — село Вавіловка.
Населення сільського поселення становить 713 осіб (2019; 723 у 2010, 773 у 2002).

## Склад
До складу сільського поселення входять:
| Населений пункт     | Населення, осіб (2002) | Населення, осіб (2010) |
| ------------------- | ---------------------- | ---------------------- |
| Вавіловка, присілок | 514                    | 571                    |
| Подольськ, село     | 96                     | 45                     |
| Сухе, присілок      | 163                    | 107                    |